# Gneu Manli Vulsó (cònsol 474 aC)
Gneu Manli Vulsó (en llatí Cnaeus Manlius Vulso) va ser un magistrat romà que va viure al segle v aC.
El seu nom no és segur que fos Gneu, ja que Titus Livi l'anomena Gai (Caius), i altres l'anomenen Aule (Aulus) perquè el confonen amb Aule Manli Vulsó, decemvir el 451 aC, que probablement era el seu fill, i que figura als Fasti com Cn. f. P. n., d'on probablement prové el fet que el nom d'aquest Manli Vulsó sigui Gneu.
Va ser elegit cònsol L'any 474 aC amb Luci Furi Medul·lí Fus. Els dos cònsols van marxar contra la ciutat de Veïs i va signar una treva per quaranta anys sense lluitar amb ella. Per aquests fet va obtenir a la seva tornada els honors d'una ovació o triomf menor. L'any 473 aC ell i el seu col·lega van ser acusats pel tribú de la plebs Gneu Genuci, per no implementar la llei agrària d'Espuri Cassi Viscel·lí, però l'acusació no va prosperar per l'assassinat de Genuci.